# Самари (Миргородський район)
Сама́ри — село в Україні, у Шишацькій селищній громаді Миргородського району Полтавської області. Населення становить 184 осіб. До 2015 орган місцевого самоврядування — Великоперевізька сільська рада. 

## Географія
Село Самари знаходиться за 1,5 км від правого берега річки Грузька Говтва, на відстані 1 км від сіл Петренки та Швадрони, за 2 км від села Пришиб. Відстань до центру громади становить 9 км і проходить автошляхом місцевого значення. По селу протікає пересихаючий струмок з загатою.

## Історія
12 червня 2020 року, відповідно до розпорядження Кабінету Міністрів України № 721-р «Про визначення адміністративних центрів та затвердження територій територіальних громад Полтавської області», село увійшло до складу Шишацької селищної громади.
19 липня 2020 року, в результаті адміністративно - територіальної реформи та ліквідації Шишацького району, село увійшло до складу новоутвореного Миргородського району Полтавської області.